# Réseau routier de la Gironde
Cet article présente l'histoire, les caractéristiques et les événements significatifs ayant marqué le réseau routier du département de la Gironde en France.
Au 31 décembre 2017, la longueur totale du réseau routier du département de la Gironde est de 21 224 kilomètres, se répartissant en 291 kilomètres d'autoroutes, 89 kilomètres de routes nationales, 6 489 kilomètres de routes départementales et 14 355 kilomètres de voies communales.

## Histoire

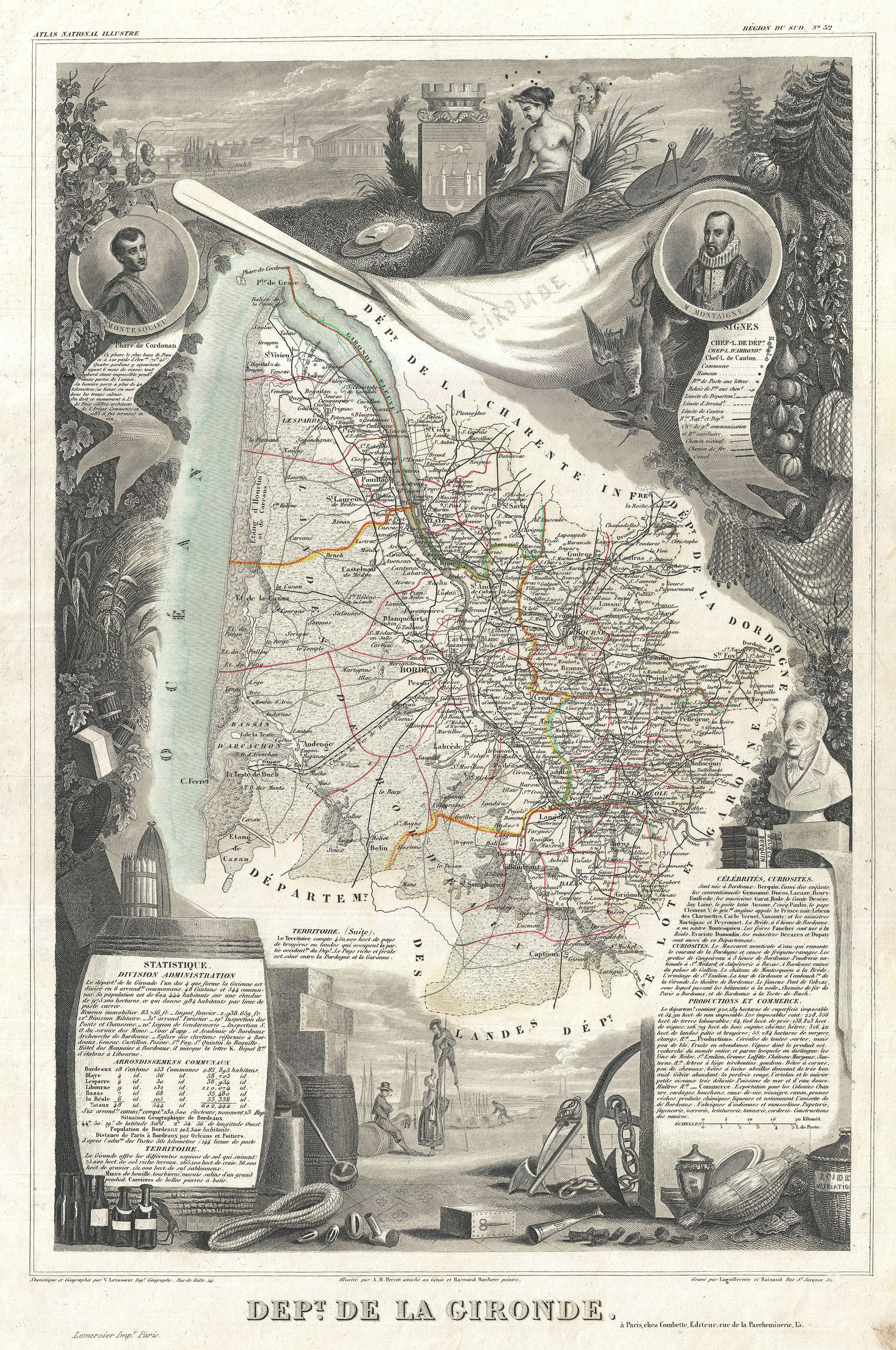
Carte Levasseur du département de la Gironde (1852)

### XVIIIesiècle
De 1750 à 1784, l’ensemble du réseau routier est pour la première fois cartographié à grande échelle (au 86400e) et de manière complète par Cassini de Thury, à la demande de Louis XV. Ces cartes sont d’une grande richesse toponymique, mais d’une grande pauvreté quant à la figuration du relief et de l’altimétrie. De même les chemins secondaires sont rarement représentés, du fait d’une part de leur état médiocre, d’autre part de leur faible importance économique.

### XIXesiècle
L’Atlas national illustré réalisé par Victor Levasseur est un précieux témoignage du XIXe siècle, les cartes coloriées à la main sont entourées de gravures indiquant statistiques, notes historiques et illustrations caractéristiques des départements. Sur ces cartes sont représentées les routes, voies ferrées et voies d'eau. Par ailleurs, les départements sont divisés en arrondissements, cantons et communes.

### XXesiècle

#### Réforme de 1930
Devant l'état très dégradé du réseau routier au lendemain de la Première Guerre mondiale et l'explosion de l'industrie automobile, l'État, constatant l'incapacité des collectivités territoriales à remettre en état le réseau routier pour répondre aux attentes des usagers, décide d'en prendre en charge une partie. L'article 146 de la loi de finances du 16 avril 1930 prévoit ainsi le classement d'une longueur de l'ordre de 40 000 kilomètres de routes départementales dans le domaine public routier national.
En ce qui concerne le département de la Gironde, ce classement devient effectif à la suite du décret du 31 décembre 1931.

#### Réforme de 1972
En 1972, un mouvement inverse est décidé par l'État. La loi de finances du 29 décembre 1971 prévoit le transfert dans la voirie départementale de près de 53 000 kilomètres de routes nationales. Le but poursuivi est :
- d'obtenir une meilleure responsabilité entre l'État et les collectivités locales en fonction de l'intérêt économique des différents réseaux,
- de permettre à l'État de concentrer ses efforts sur les principales liaisons d'intérêt national,
- d'accroître les responsabilités des assemblées départementales dans le sens de la décentralisation souhaitée par le gouvernement,
- d'assurer une meilleure gestion et une meilleure programmation de l'ensemble des voies.

Le transfert s'est opéré par vagues et par l'intermédiaire de plusieurs décrets publiés au Journal officiel. Après concertation, la très grande majorité des départements a accepté le transfert qui s'est opéré dès 1972. En ce qui concerne le département de la Gironde, le transfert est acté avec un arrêté interministériel publié au journal officiel le 31 décembre 1972.

### XXIesiècle

#### Réforme de 2005
Une nouvelle vague de transferts de routes nationales vers les départements intervient avec la loi du 13 août 2004 relative aux libertés et responsabilités locales, un des actes législatifs entrant dans le cadre des actes II de la décentralisation où un grand nombre de compétences de l'État ont été transférées aux collectivités locales. Dans le domaine des transports, certaines parties des routes nationales sont transférées aux départements et, pour une infime partie, aux communes (les routes n'assurant des liaisons d'intérêt départemental).
Le décret en Conseil d’État définissant le domaine routier national prévoit ainsi que l’État conserve la propriété de 8 000 kilomètres d’autoroutes concédées et de 11 800 kilomètres de routes nationales et autoroutes non concédées et qu'il cède aux départements un réseau de 18 000 kilomètres.
Dans le département de la Gironde, le transfert est décidé par arrêté préfectoral signé le 21 décembre 2005. 352 kilomètres de routes nationales sont déclassées. La longueur du réseau routier national dans le département passe ainsi de 444 kilomètres en 2004 à 91 en 2006 pendant que celle du réseau départemental s'accroît de 5 907 à 6 211 kilomètres.

## Caractéristiques

### Consistance du réseau
Le réseau routier comprend cinq catégories de voies : les autoroutes et routes nationales appartenant au domaine public routier national et gérées par l'État, les routes départementales appartenant au domaine public routier départemental et gérées par le Conseil général de la Gironde et les voies communales et chemins ruraux appartenant respectivement aux domaines public et privé des communes et gérées par les municipalités. Le linéaire de routes par catégories peut évoluer avec la création de routes nouvelles ou par transferts de domanialité entre catégories par classement ou déclassement, lorsque les fonctionnalités de la route ne correspondent plus à celle attendues d'une route de la catégorie dans laquelle elle est classée. Ces transferts peuvent aussi résulter d'une démarche globale de transfert de compétences d'une collectivité vers une autre.
Au 31 décembre 2011, la longueur totale du réseau routier du département de la Gironde est de 20 663 kilomètres, se répartissant en 291 kilomètres d'autoroutes, 92 kilomètres de routes nationales, 6 488 kilomètres de routes départementales et 13 792 kilomètres de voies communales.
Il occupe ainsi le 1er rang au niveau national sur les 96 départements métropolitains quant à sa longueur et le 44e quant à sa densité avec 2,1 kilomètres par km2 de territoire.
Trois grandes réformes ont contribué à faire évoluer notablement cette répartition : 1930, 1972 et 2005.
L'évolution du réseau routier entre 2002 et 2017 est présentée dans le tableau ci-après.
|                        | 2002   | 2003   | 2004   | 2005   | 2006   | 2007   | 2008   | 2009   | 2010   | 2011   | 2012   | 2013   | 2014   | 2015   | 2016   | 2017   |
| ---------------------- | ------ | ------ | ------ | ------ | ------ | ------ | ------ | ------ | ------ | ------ | ------ | ------ | ------ | ------ | ------ | ------ |
| Autoroutes             | 251    | 251    | 251    | 251    | 250    | 250    | 250    | 250    | 291    | 291    | 291    | 292    | 292    | 292    | 292    | 291    |
| Routes nationales      | 444    | 443    | 444    | 124    | 91     | 92     | 92     | 92     | 92     | 92     | 92     | 89     | 89     | 89     | 89     | 89     |
| Routes départementales | 5 939  | 5 911  | 5 907  | 5 896  | 6 211  | 6 444  | 6 468  | 6 468  | 6 487  | 6 488  | 6 482  | 6 450  | 6 505  | 6 476  | 6 476  | 6 489  |
| Voies communales       | 13 102 | 13 191 | 13 292 | 13 306 | 13 338 | 13 508 | 13 508 | 13 702 | 13 792 | 13 792 | 14 026 | 14 095 | 14 095 | 14 181 | 14 257 | 14 355 |
| TOTAL                  | 19 736 | 19 796 | 19 894 | 19 577 | 19 890 | 20 294 | 20 318 | 20 512 | 20 662 | 20 663 | 20 891 | 20 926 | 20 981 | 21 038 | 21 114 | 21 224 |

### Autoroutes et voies express
- A10 vers Paris, Nantes, Angoulême, Saintes
- A62 vers Toulouse, Agen
- A63 vers Saint-Sébastien, Bayonne, Mont-de-Marsan et le Bassin d'Arcachon
- A65 vers Saragosse, Tarbes, Pau
- A89 vers Lyon, Périgueux, Bergerac
- A630 Rocade de Bordeaux
- A660 antenne de l'A63 vers Arcachon
- N 10 vers Paris, Angoulême
- N 89 prolongement de l'A89 entre Libourne et Bordeaux
- N 230 Rocade est de Bordeaux
- N 250 entre l' A660 et La Teste de Buch

### Routes nationales déclassées
- N 10 entre Bordeaux et Biriatou (frontière espagnole) , désormais D 1010
- N 89 entre Bordeaux et Lyon, désormais D 1089
- N 113 entre Bordeaux et Marseille, désormais D 1113
- N 136 entre Bordeaux et Bergerac, désormais D 936
- N 137 entre Bordeaux et Saint-Malo, désormais D 137
- N 215 entre Bordeaux et la pointe de Grave, désormais D 1215
- N 250 entre Bordeaux et Arcachon, désormais D 1250
- N 669 entre Bordeaux et Blaye, désormais D 669
- N 670 entre Saint-André-de-Cubzac et La Réole, désormais D 670

### Ouvrages d'art

#### Ponts sur la Garonne
- Pont d'Aquitaine
- Pont Chaban-Delmas
- Pont de Pierre
- Pont Saint-Jean
- Pont Simone-Veil
- Pont François Mitterrand

#### Ponts sur la Dordogne
- Viaduc du Mascaret
- Viaduc des Barrails
- Pont autoroutier de Cubzac
- Pont routier de Cubzac
- Pont de Pierre (Libourne)

## Réalisations ou événements récents
Cette section a pour objet de recenser les événements marquants concernant le domaine de la Route dans le département de la Gironde depuis 1990. Seront ainsi citées les déclarations d’utilité publique, les débuts de travaux et les mises en service. Seuls les ouvrages les plus importants soit par leur coût soit par leur impact (déviation de bourgs) seront pris en compte. De même il est souhaitable de ne pas recenser les projets qui n’ont pas encore fait l’objet d’une déclaration d’utilité publique.

### Déviation de Fargues-Saint-Hilaire
La commune de Fargues-Saint-Hilaire se situe dans l'Entre-Deux-Mers sur le tracé de la route départementale 936, ancienne nationale 136. Cet axe bien achalandé reliant Bordeaux à Bergerac constitue historiquement le centre du village : les commerces, la mairie ainsi que les installations sociales et sportives s'y sont installés, transformant de fait Fargues en un village-rue. Le centre ancien, autour de l'église et des écoles, se situe plus à l'écart de l'animation du village.
Le trafic important de la RD 936 (18 000 véhicules par jour) constituait une source de nuisances importantes pour les habitants de la commune ; la route était fréquentée par de nombreux poids-lourds et des embouteillages se produisaient fréquemment à l'intersection avec la RD115, gérée par un carrefour à feux, remplacé par un giratoire en 2015.
Partiellement achevée en 2022, la déviation prend la forme d'une part d'un réaménagement à 2x2 voies du tracé actuel entre le giratoire avec la RD241e3 ainsi que la RD936e5 reliant Carignan-de-Bordeaux à Tresses, et le carrefour de la Louga. Un tracé neuf, toujours en 2x2 voies entre le carrefour de la Louga et celui du Colinet a été ensuite réalisé, poursuivi par une 2x1 voies neuve entre le Colinet et le PR11+700 où elle se raccorderait à la route actuelle. Deux carrefours giratoires ont été construits afin de gérer les intersections avec le réseau routier existant. Il est à noter que les 2x2 voies de l'aménagement incluent une voie réservée au covoiturage et aux autocars régionaux dans chaque sens.

### Contournement de Saint-Jean-d'Illac
Située au cœur de la forêt des Landes girondines, en périphérie ouest de l'agglomération bordelaise, la commune de Saint-Jean-d'Illac se situe au carrefour entre la RD 211, reliant le Médoc à l'autoroute A63, et la RD106. Cette dernière route est très empruntée durant la saison estivale car elle constitue l'itinéraire le plus court entre Bordeaux et les plages du Cap Ferret.
Le projet de contournement consiste à dévier le flux d'automobiles empruntant la RD211 du centre-bourg, afin de pouvoir gérer plus efficacement le carrefour entre la RD106 et la RD211, situé historiquement au centre du bourg. Il comporte trois phases : 
- au sud de la RD 106, élargissement d'une voie communale existante, le chemin du Baron, entre le giratoire des Cantines (RD 211) et le giratoire du Baron (RD 106) .
- entre la RD106 et la RD211E2, prolongement du chemin du Baron par une voie nouvelle permettant de tangenter le hameau de Boulac
- réaménagement de la RD211E2 jusqu'à la déviation de Martignas-sur-Jalle.

Le projet inclut également la création d'une voie réservée au covoiturage et au transport en commun sur la RD106 entre le giratoire du Baron et l'avenue François-Mitterrand.
Le démarrage du projet est prévu pour l'année 2020.